# Truncatella caribaeensis
Truncatella caribaeensis är en snäckart som beskrevs av Reeve 1842. Truncatella caribaeensis ingår i släktet Truncatella och familjen Truncatellidae. Inga underarter finns listade i Catalogue of Life.